# Anapogonia lyrata
Anapogonia là một chi nhện trong họ Symphytognathidae. Chi này chỉ gồm 1 loài Anapogonia lyrata.